# Wolcott (Vermont)
Wolcott – miasto w Stanach Zjednoczonych, w stanie Vermont, w hrabstwie Lamoille.